# Fraates I de Partia
Fraates I (en persa: فرهاد يکم‎) o Arsaces V fue un rey de la dinastía arsácida que reinó en Partia el período 168 a. C.-165 a. C. Hijo de Priapatios, murió joven, dejando el reino, no a sus hijos, sino a su hermano Mitrídates I.
Reunió tropas y comenzó una campaña militar que había sido preparada varios años atrás, cuando Fraates I y sus consejeros consideraron importante invadir los estados vecinos. La expedición se centró contra los mardi y otras tribus escitas que ocupaban la región de Hircania, ya que esta provincia podría haber sido devuelta al Imperio seléucida con el tratado del 209 a. C. entre Antíoco III Megas y Arsaces II; y, protegida por estas tribus aliadas de los seléucidas.
La campaña tuvo problemas de logística, por lo que fue interrumpida en otoño del mismo año, justo antes de lo que tenía planeado. Fraates I tuvo que desembarazarse de las máquinas de guerra que había construido, y planeó conquistar parte de Media aprovechando que Antíoco IV se hallaba ocupado en la revuelta judía, pero los escitas, que se habían aliado con el resto de la tribu mardi superviviente, le sorprendieron en una emboscada, cerca de las murallas de la fortaleza de Haron. Fraates I recibió una flecha en el estómago y falleció. Sin embargo, antes de morir dejó el reino en manos de su hermano, el eficiente general Mitrídates, que consiguió escapar de la emboscada y regresar a Partia para hacer frente a la expedición de Antíoco IV (interrumpida por su muerte en el 164 a. C) y a la expansión de Bactriana liderada por Eucrátides I.